# گروه یکم نیروهای ویژه (ایالات متحده)
گروه یکم نیروهای ویژه (انگلیسی: 1st Special Forces Group) واحدی از هنگ نیروهای ویژه نیروی زمینی ایالات متحده آمریکا است. وظیفه این گروه اعزام و استقرار برای اجرای ۹ مأموریت دکترینال در حوزه استحفاظی خود (اقیانوس هند-آرام است: جنگ غیرمتعارف، دفاع داخلی خارجی، اقدام مستقیم، عملیات ضد شورشگری، شناسایی ویژه، ضد تروریسم، عملیات‌های اطلاعاتی، منع گسترش سلاح‌های کشتار جمعی و کمک به نیروهای امنیتی.

## حوزه مسئولیت
فهرست زیر شامل کشورهایی در آسیاست که در حوزه مسئولیت گروه یکم قرار دارند:
- استرالیا
- بنگلادش
- بوتان
- برونئی
- میانمار
- کامبوج
- چین
- اتحاد قمر
- جزایر کوک
- فیجی
- هند
- اندونزی
- ژاپن
- کیریباتی
- لائوس
- مالزی
- مالدیو
- جزایر مارشال
- مغولستان
- موریس
- ایالات فدرال میکرونزی
- نائورو
- نپال
- کالدونیای جدید/ پلی‌نزی
- نیووی
- نیوزیلند
- کره شمالی
- پالائو
- پاپوآ گینه نو
- فیلیپین
- ساموآ
- سنگاپور
- سری‌لانکا
- جزایر سلیمان
- کره جنوبی
- تایوان
- تایلند
- تونگا
- تووالو
- وانواتو
- ویتنام